# Territórios ocupados pela Rússia na Ucrânia

Mapa atual dos territórios ocupados da Ucrânia.

Mapa dos territórios da Ucrânia ocupados desde 2014.

Os "territórios temporariamente ocupados da Ucrânia" (em ucraniano:  тимчасово окупована територія України, transl. tymchasovo okupovana terytoriia Ukrainy) foram definidos como tal na lei ucraniana após a intervenção militar russa que resultou na perda do controle ucraniano sobre a península da Crimeia e partes das regiões de Donetsk e Luhansk. A situação da península da Crimeia é mais complexa, pois a Rússia anexou o território em março de 2014 e agora o administra como dois súditos federais - a República da Crimeia e a cidade federal de Sebastopol. A Ucrânia continua a reivindicar a Crimeia como parte integrante de seu território, apoiada pela maioria dos governos estrangeiros e pela Resolução 68/262 da Assembleia Geral das Nações Unidas, embora a Rússia e alguns outros Estados-membros da ONU reconheçam a Crimeia como parte da Federação Russa ou tenham manifestado apoio ao referendo na Crimeia de 2014. Em 2015, o parlamento ucraniano estabeleceu oficialmente 20 de fevereiro de 2014 como a data do "início da ocupação temporária da Crimeia e Sebastopol pela Rússia".
As porções não controladas das regiões de Donetsk e Luhansk são abreviadas do ucraniano como "ORDLO" predominantemente na mídia ucraniana  (certas áreas dos oblasts de Donetsk e Luhansk, em ucraniano:  Окремі райони Донецької та Луганської областей, transl. Okremi raiony Donetskoi ta Luhanskoi oblastei). O termo apareceu pela primeira vez na Lei da Ucrânia №1680-VII (outubro de 2014).
O Ministério dos Territórios Temporariamente Ocupados e dos deslocados internos é o ministério do governo ucraniano que supervisiona a política governamental para as regiões. Atualmente, o governo considera 7% do território da Ucrânia como sob ocupação. A resolução A / 73 / L.47 da Assembleia Geral das Nações Unidas, adotada em 17 de dezembro de 2018, designou a Crimeia como sob "ocupação temporária".